# Роланд Фрайслер
Ро́ланд Фра́йслер (на немски: Roland Freisler; 30 октомври 1893 г., Целе – 3 февруари 1945 г., Берлин) е германски нацистки държавен деятел, щатски секретар на имперското министерство на правосъдието на Германия (1934 – 1942) и председател на Народната съдебна палата (1942 – 1945) на Третия райх.

## Биография
Произхожда от семейство на германски инженер. Включва се като доброволец в Първата световна война.
Престой в Русия
През октомври 1915 г. попада в руски плен, където, според английски пропагандни данни, постъпва в редовете на РКП (б). Служи като продоволствен комисар по време на гражданската война в Русия.
Отново в Германия
През 1920 г. се връща в Германия. Следва в юридическия факултет на Йенския университет „Фридрих Шилер“, като в 1922 г. получава докторска степен по юриспруденция, а от 1924 г. е адвокат в Касел.
През юли 1925 г. постъпва в НСДАП. Фрайслер е известен като почитател на съветския главен прокурор Андрей Вишински и внимателно изучава неговите методи на действие по време на политическите процеси в Съветския съюз през 1930-те години.
През 1932 г. е избран за депутат в Пруския ландтаг от Нацистката партия, а през 1933 г. – за депутат в Райхстага. През юни 1934 г. е назначен за щатски секретар на имперското министерство на правосъдието на Германия. През януари 1942 г. взема участие във Ванзейската конференция.
В Народната съдебна палата
На 20 август 1942 г. сменя Ото Тирак на поста президент на Народната съдебна палата. По време на съдебния процес срещу участниците в юлския заговор срещу фюрера председателства и ръководи заседанията на съда, като праща повечето от подсъдимите на бесилката (жените – на гилотина).
Убит е по време на заседание на съда от бомба, пусната от американски бомбардировач.